# ستراكان بيثيون
ستراكان بيثيون هو محامي كندي، ولد في 6 نوفمبر 1821 في مونتريال في كندا، وتوفي بنفس المكان في 8 مارس 1910.